# Hachimantai

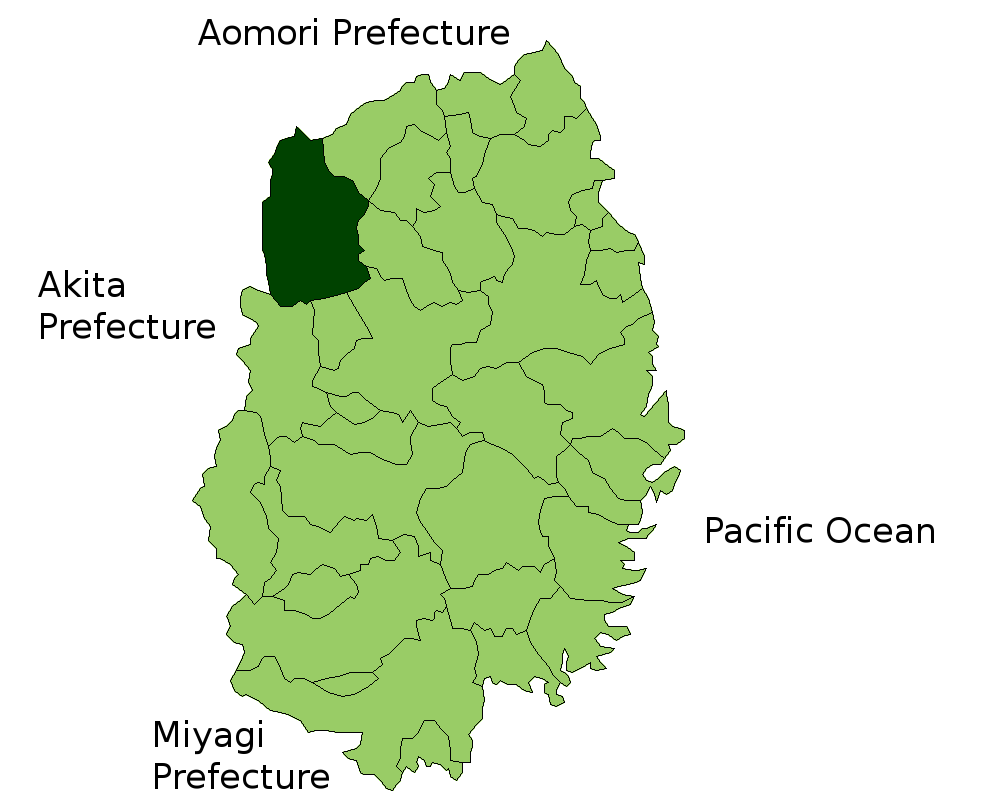
Localização de Hachimantai na província de Iwate

Hachimantai (八幡平市; Hachimantai-shi) é uma cidade japonesa localizada na província de Iwate.
A cidade foi fundada em 1 de setembro de 2005 com a fusão dos municípios de Ashiro e Nishine com a vila de Matsuo, todos no distrito de Iwate.
No ano de sua fundação a cidade tinha uma população estimada de 31.751 habitantes e uma densidade populacional de 107,96 h/km². Sua área total é de 862,25 km².

## Cidades-irmãs
- Miyako, Japão
- Nago, Japão
- Altenmarkt im Pongau, Áustria